# Henna Goudzand Nahar
Henna Goudzand Nahar, nascida: Henna Goudzand (Paramaribo, 28 de dezembro de 1953) é uma escritora do Suriname. Costuma escrever com os nomes de Amber e Amber Nahar.
Henna Goudzand trabalhou como docente de neerlandês em Paramaribo e – desde que se mudou em 1989 aos Países Baixos – em Amesterdão. Tem publicado histórias na revista de mulheres do Suriname chamada Brasa, e Preludium (1988), De Gids (1990), De Groene Amsterdammer (1992), e na antologia de contos Verhalen van Surinaamse schrijvers (1989), Hoor die tori! (1990), Sirito (1993) e Mama Sranan; 200 jaar Surinaamse verhaalkunst (1999). Também escreveu os livros para meninos Op zoek naar een vriend (1994), De Bonistraat (1996), Toch nog gelukkig (1996; junto com Baptista van Laerhoven), e De stem van Bever (2007; ilustrado por Jeska Verstegen). Escreveu críticas e comentários para De Ware Tijd Literair e Urso.